# Amor de carnaval
Amor de Carnaval es una telenovela producida por Colombiana de Televisión en el 2012 para Caracol Televisión bajo la producción ejecutiva de Malcolm Aponte. Esta creación de Arleth Castillo, que cuenta con un equipo de producción técnica y talento de 150 personas, ambientada en bellos paisajes de la Costa Caribe colombiana, desarrolla un relato enmarcado en la más verídica imagen de la cultura de esta zona del país, su acento, sus fiestas y sus costumbres. Protagonizada por Johanna Cure y Miguel Ángel Tovar, con la participación antagónica de Karoll Márquez y Dina Zalloum.
Se estrenó el Lunes 16 de abril de 2012, emitiéndose de lunes a viernes en las noches de Caracol Televisión; terminando el viernes 6 de julio de 2012.

## Sinopsis
La novela comienza a partir de un juego de pelota (béisbol), en donde la pasión por los cuadrangulares y el diamante envuelve a dos familias, los Slebi y los Donado, en un relato de amor y odio. En ese encuentro deportivo se definen las bases para la carrera de un joven barranquillero, Andy Slebi (Miguel Ángel Tovar), como jugador profesional, arruinando sin querer los sueños de Micky Donado (Karoll Márquez). Luego de muchos años Andy regresa a su ciudad natal para reencontrarse con Vanessa Donado (Johanna Cure), quien lo ha esperado por años sin saber que él dejó de ser el niño inocente que le prometió volver, y se convirtió en un mujeriego insaciable. Este romance se volverá imposible gracias a las jugadas del destino, pero la pasión, el colorido, la alegría costeña y el furor por el deporte, le pondrán un matiz diferente a la historia.
“La ciudad de Barranquilla con su calor, su pintoresca arquitectura, su inigualable carnaval, sus estadios, playas de pescadores y la energía innata de su gente, es el escenario de Amor de carnaval. Una producción a la que hemos intentado impregnar de ese particular sabor del Caribe, con el objetivo de hacerle un fiel homenaje a esta región de Colombia”, asegura Malcolm Aponte, productor ejecutivo de la telenovela, quien comparte esta afirmación con Arleth Castillo, libretista y argumentista de la producción. “La inspiración llegó al ver cómo la sangre de los costeños hierve cuando se les habla de dos elementos enraizados en su cultura: el béisbol y el carnaval”, agrega Castillo.

## Reparto

### Personajes principales
| Actor / Actriz     | Personaje                 | Breve descripción |
| ------------------ | ------------------------- | --- |
| Daniela Tapia      | Tatiana "Titi" de la Rosa | |
| Johanna Cure       | Vanessa Donado            | Es delicada, femenina, sensual, pero candorosa. Es la adoración de su familia, al punto que su hermano Micky, la protege de forma enfermiza. Se enamoró de Andy siendo una niña y en su adolescencia. Cuando él empezó a brillar lo idolatró, con la ilusión de hacer realidad su sueño. Tiene 21 años pero parece de 16. Aunque tiene un cuerpazo se cuida de no ser mostrona y es dueña de una elegancia y un porte natural que siempre la distinguen. Se sabe cuidar muy bien y se mantiene en forma aunque lo más importante para ella es el intelecto. Vanessa, a causa de esa sobreprotección es una mujer tímida, un cisne que creció disfrazado de patito feo, pero que se empieza a transformar a raíz de su encuentro con Andy. Termina enamorada con Andy y siendo la reina del Carnaval de Barranquilla. |
| Miguel Ángel Tovar | Andy Slebi                | Es un galán atlético y seductor. A sus 24 años es una de las grandes figuras de las ligas mayores, que se ha consagrado en su carrera de pelotero a la que se ha dedicado desde los 13 años. Este un galán, atlético y seductor. A pesar de no ser el más corpulento, es uno de los mejores bateadores y el jugador de campo corto que se destaca a la defensiva. Sus rasgos latinos lo hacen aún más atractivo para las mujeres que lo encuentran adorable. Su sonrisa seduce a cualquiera y la finura de sus modales y su encanto natural son su mejor arma a la hora de conquistar a una dama. Es valiente, arriesgado y tozudo casi hasta la terquedad. A los 24 años es una de las grandes figuras del béisbol de las grandes ligas, se ha consagrado en su carrera de pelotero a la que se ha dedicado de lleno desde los 13 años. Su vida han sido el béisbol y las conquistas amorosas, aunque en este campo no es muy feliz, ya que después de lograr satisfacer su deseo primario, se aleja de las mujeres, las aparta de su vida y les pierde el interés. Nunca ha tenido una novia y se pueden contar con los dedos de las manos las que han logrado repetir una noche con él. Ellas quedan enamoradas de Andy para siempre pero él las aparta porque no encuentra en ninguna la que despierte en él se sentimiento que no conoce. Termina enamorado con Vanessa. |
| Karoll Márquez     | Micky Donado              | A punto de cumplir 25 años, después de encontrar un dinero escondido, se convierte en toda una figura, hasta ese momento siempre fue el responsable de su familia, el entrenador de un equipo de béisbol financieramente inviable, y el ayudante del Capi Bastidas, un reconocido narcotraficante. A los 21 años, después de ver el éxito de Andy en las grandes ligas renunció a su trabajo y se decidió a seguir los pasos de su padre. Se mueve por las emociones, tanto positivas como negativas, él se deja llevar por la envidia hasta tal punto que se convierte en un ser codicioso. Maneja una familia y una fortuna y sólo lo puede hacer imponiendo su carácter y su voluntad. Las niñas de sociedad son su debilidad. Se vuelve bueno y termina enamorado de TIti. |
| Dina Zalloum       | Jody Danovitch            | Es la pobre niña rica, que lo ha tenido todo, pero que desea tener más de lo que el dinero puede comprar y se obsesiona con el galán de moda, el famoso latín lover que es la estrella del equipo de su papá. Tiene talento para coquetear y está obsesionada en convertirse en una figura de la farándula, pero quiere hacerlo a través de un escándalo notorio, por eso quiere ser novia de Andy Slebi a pesar de que su papá, ha puesto una cláusula en los contratos de los peloteros en que les prohíbe acercarse románticamente a su hija. Esta mujer hará todo lo posible para atrapar a andy, padece de una enfermedad psicológica la cual la convertirá en una terrible villana. Se vuelve buena, pero herida de bala provocada por Toña, perdona a Andy por todo lo que ocurrió. |

### Personajes secundarios
| Actor / Actriz    | Personaje            | Breve descripción |
| ----------------- | -------------------- | --- |
| Ruddy Rodríguez   | Adela Vengoechea     | Es la mamá de Vanessa y Micky. Es la dueña de una cumbiamba y fue la esposa de Miguel Donado, un hombre de mucho dinero, pero que finalmente fue asesinado por sus negocios turbios. Esta barranquillera vive y respira por el carnaval. Esta bella mujer es como la exhalación de dios, un ángel caído que frisa los cincuenta, pero que parece de treinta y cinco. Era tan bella Adela en su juventud que Miguel Donado quedó enamorado a primera vista y pago su peso en oro para hacerla su mujer. Todo fue idilio entre los dos hasta el momento en que ella descubrió que el oro del que ella disfrutaba era dinero mal habido, fruto del trabajo de Miguel y sus socios en el narcotráfico. Miguel le prometió que dejaría ese negocio después de un viaje, pero se desapareció más de una semana. Lo que hizo que Adela entrara en crisis y encontrara el consuelo de Caliche Slebi, quien siempre había sido muy caballeroso con ella. Cuando Miguel regresó, Adela se quiso separar, pero antes de poder hacerlo descubrió que estaba esperando a Yeyo. Termina casada con Caliche. |
| Abel Rodríguez    | Caliche Slebi        | Es el padre de Andy y Melissa, enamorado de Adela Vengoechea desde mucho tiempo atrás, posee un negocio de bocados libaneses. Tiene cincuenta años y su aspecto de hombre maduro lo hace más atractivo para las clientas frecuentes de su negocio. La mejor fachada para un mujeriego es un lugar donde abunde lo que ellas desean, y Caliche ha convertido la repostería Zawaddy en el paraíso de las golosinas. Desde que se quedó viudo retomó sus actividades de seductor, que había dejado en suspenso desde que se casó con Zulema, por quien lo obligaron a responder después de haberla perjudicado. Termina casado con Adela. |
| Mariane Romero    | Melissa Slebi        | Es la conciencia de su familia, la guía y el motor de Andy y Caliche. Ha tratado de hacer una carrera seria en periodismo, sin tener que ver con los triunfos de su hermano. Ella es la sombra de Andy quien le encarga todas sus cosas, es su mánager y quien maneja desde contratos, hasta la nevera. |
| Myriam de Lourdes | Hilda Zawaddy        | Es una mujer gris, obsesionada con Caliche Slebi a tal punto que es capaz de matarlo si se da cuenta de que lleva una relación con otra mujer. |
| Jorge Torres      | Sergio "Yeyo" Donado | Yeyo lleva 18 años siendo el consentido, mimado y adorado de su mamá, quien al tenerlo en sus brazos no se pudo contener y lo beso diciéndole que era el bebe más adorable del mundo. Se crio bajo el control de Micky, su hermano mayor, su alter ego, su protector, hasta que descubrió que en la repostería Zawaddy estaba su grupo, el viejo Caliche, su gran amigo, a pesar de que Caliche es un señor y muy puntual con su trabajo de las tiendas dedicándose al rendimiento de enamorarse de otra mujer. |

actuaciones especiales 
- Víctor Hugo Ruiz - Capi Bastidas
- Álvaro Guerrero- Faustino
- Cristóbal Errazuriz - Joe Danovitch
- Daniela Tapia - Titi de la Rosa
- Julieth Herrera - Lela Lacouture
- Edgar Vittorino - Alejo Zawaddy
- Belky Arizala - Lola Padilla
- Jalker Effer - Andy Padilla
- Juan Carlos Messier - Nicolás Diruyeiro
- Lietel Potdevin - Clara Celia de Lacouture
- Agmeth Escaf - Miguel Donado
- Padre Alberto Linero - Padre de Bodas
- Carlos Adolfo Ponnefz (El Turro) - El "Tavo" Molina

## Premios y nominaciones

### Premios TvyNovelas
| Año  | Categoría                             | Nominado           | Resultado |
| ---- | ------------------------------------- | ------------------ | --------- |
| 2013 | Telenovela Favorita                   | Amor de Carnaval   | Nominada  |
| 2013 | Actor Villano de Telenovela Favorito  | Karoll Márquez     | Nominado  |
| 2013 | Actor Villano de Telenovela Favorito  | Cristóbal Errazuri | Nominado  |
| 2013 | Actriz Villana de Telenovela Favorita | Dina Zalloum       | Nominada  |
| 2013 | Director Favorito                     | Armando Barbosa    | Nominado  |
| 2013 | Tema Musical Favorito                 | Te olvidé          | Nominado  |